# Лихтенштейн, Альфред (филателист)
Альфред Ф. Лихтенштейн (англ. Alfred F. Lichtenstein; 6 августа 1876 — 24 февраля 1947) — один из самых известных американских филателистов.

## Биография
Коллекции классических марок Альфреда Лихтенштейна были одними из самых полных: его страстным увлечением было коллекционирование почтовых марок, выпущенных до 1870 года. Он коллекционировал почтовые марки, выпущенные канадскими провинциями и Конфедерацией Канады, Швейцарией, Капской колонией, Цейлоном, Гамбией, Маврикием, Аргентиной и Уругваем. Что касается истории почты США, его коллекция служила справочным материалом по «Western Express».
Он был активным членом Клуба коллекционеров Нью-Йорка, который был разработан Лихтенштейном и его другом Теодором Стейнвеем. Он также был членом Королевского филателистического общества Канады.
В течение трех десятилетий являясь международным филателистическим судьей, он был куратором международных филателистических выставок 1913, 1926 и 1936 годов (последние две — в Нью-Йорке). В момент смерти он готовил Международную филателистическую выставку, посвящённую столетию почтовых марок США (CIPEX) 1947 года.
Лихтенштейн экспонировал тет-беш «barquitos» Буэнос-Айреса на выставке 1940 года в Клубе коллекционеров Нью-Йорка, посвященной 100-летию почтовой марки. Когда он умер в Нью-Йорке в 1947 году (где он и родился), а его дочь Луиза Бойд Дейл продолжила его филателистическое дело, предполагалось, что этот тет-беш находится у неё.
В марте 1945 года в Нью-Йорке Теодор Стейнвей, другие филателисты и Лихтенштейн основали Филателистический фонд (Philatelic Foundation). Это некоммерческое образовательное учреждение, целью которого является филателистическая экспертиза, исследования и публикации. После 1947 года его дочь Луиза Бойд Дейл продолжала поддерживать фонд.
Его коллекции почтовых марок и коллекции его дочери продавались на аукционах Хармера в период с 1968 по 1971 год, с 1989 по 1992 год и в 1997 году.

## Память
В 1927 году Альфред Лихтенштейн удостоился чести подписать Список выдающихся филателистов — главную награду британской филателии.
В 1948 году Американское филателистическое общество включило его в Зал славы самых известных умерших филателистов.
В 1952 году Клуб коллекционеров Нью-Йорка учредил филателистическую награду под названием Награда памяти Альфреда Ф. Лихтенштейна (Alfred F. Lichtenstein Memorial Award). Теодор Стейнвей стал первым человеком, получившим эту награду за работу в области развития филателии. В 1996 году этот клуб назвал Лихтенштейна «Выдающимся американским филателистом» («the Outstanding American Philatelist») первой половины XX века.

## Личная жизнь
Лихтенштейн был женат на Энн Бойд (Anne Boyd), и у них был один ребёнок, Луиза Бойд Дейл, также филателист.